# Lauretta Bender
Lauretta Bender, MD (9 de agosto de 1897 - 4 de janeiro de 1987) foi uma neuropsiquiatra pediátrica conhecida por desenvolver o Teste Gestáltico Visomotor, capaz de avaliar a maturidade percepto-motora de crianças por meio da análise da distorção da forma. Publicado pela primeira vez por Bender em 1938, o teste tornou-se um amplamente utilizado para avaliar a função neurológica das crianças e rastrear transtornos de desenvolvimento neurológico.
Ela realizou pesquisas nas áreas do Transtorno do Espectro Autista (TEA) -  antigamente conhecido como "esquizofrenia na infância" - investigando também questões relacionadas a suicídio e violência na infância. Além disso, Lauretta foi uma das primeiras pesquisadoras a sugerir que transtornos mentais em crianças poderiam ter uma base neurológica, ao invés de atribuí-los ao mal comportamento da criança ou a falhas na educação. Como ela não foi formada como psicóloga, mas como médica e psiquiatra, a maior parte do seu trabalho se concentrou no diagnóstico de transtornos mentais em crianças. Durante sua trajetória, foi uma das cabeças do serviço de psiquiatria para crianças no Bellevue Hospital por 21 anos.

## Vida pessoal
Filha de John Oscar Bender e Katherine Irvine Bender, Lauretta nasceu em Butte, Montana. Quando jovem, teve um histórico de dificuldades na escola e chegou a repetir três vezes o primeiro ano. Por ter um hábito de inverter as letras ao ler e escrever, muitas pessoas acreditavam que ela tinha algum tipo de retardo mental. Seu pai a ajudou a superar sua dislexia e muitas vezes foi mencionado como quem a tornou uma pessoa forte. Sua família se mudou muitas vezes, mas foi durante o Ensino Médio em Los Angeles, que ela se graduou como a melhor aluna da turma.

## Carreira
Ela é mais conhecida como a co-autora de um teste amplamente utilizado em neuropsicologia que leva seu nome baseado nas idéias da Gestalt, em estudos de Max Wertheimer (1923), procura avaliar a percepção e reprodução das figuras partindo do pressuposto de que, determinadas por princípios biológicos da ação sensório-motriz, que variam em função do padrão de desenvolvimento e nível maturacional do indivíduo e de seu estado patológico funcional. O teste Gestáltico Bender consiste em nove figuras, apresentadas uma por vez, para serem copiadas em folha, tipo oficio, em branco. Max Wertheimer havia feito estudos sobre a reprodução de figuras simples e complexas na demonstração da teoria da forma (Gestalt) o mérito da transformação desses estudos em teste coube a ela publicando uma monografia em 1938, A Visual Motor Gestalt Test and Its Clinical Use.
Seus estudos com Paul Schilder (1886 - 1940), autor de importantes contribuições sobre imagem corporal uma coordenação entre sensações espaciais (posturais), visuais e proprioceptoras   auxiliaram a fundamentar a utilização de testes gráficos e truoxeram relevantes contribuições ao estudo da dislexia e funções do lobo temporal associando estes à déficits anteriores na ordenação de seqüências temporais e hierarquias de organização dos tecidos e funções cerebrais associadas à estimulação e/ou constituição genética.
Entre suas outras contribuições que merecem ser citadas estão pesquisas com eletroconvulsoterapia  no Hospital de Bellevue em Nova Iorque 1930-1956, abandonando seu uso em 1950 e as pesquisas com psicoterapia psicodélica da esquizofrenia e autismo infantil utilizando LSD-25, também realizadas no Hospital de Bellevue onde David Wechsler, Ph.D. (1896 - 1981) criador do famoso teste de inteligência Wechsler era o psicólogo chefe, contribuindo para melhor definição diagnóstica em relação aos distúrbios da atenção e hiperatividade inclusive quanto ao seu tratamento psicofarmacológico com a anfetamina.